# 1954 في المكسيك
فيما يلي قوائم الأحداث التي وقعت خلال عام 1954 في المكسيك.

## رياضة
- 7 فبراير – الدوري المكسيكي الممتاز 1953-54 الفائز ديبورتيفو مارتي.

## مواليد

### يناير
- 1 يناير – أنطونيو غارسيا فيغا فنان مكسيكي.
- 1 يناير – فرنسيسكو أورتيز فرانكو صحفي مكسيكي.
- 1 يناير – ويليام جاي مارتينيز قاضي أمريكي.
- 13 يناير – رافاييل ليمون ملاكم مكسيكي.
- 14 يناير – ليوناردو كويار لاعب كرة قدم مكسيكي.

### فبراير
- 8 فبراير – كارلوس رايموندو توليدو سياسي مكسيكي.
- 9 فبراير – ألفونسو زامورا ملاكم مكسيكي.
- 11 فبراير – خواكين فيلا غونزاليس سياسي مكسيكي.

### مارس
- 4 مارس – أوسكار كارديناس مونروي سياسي مكسيكي.
- 16 مارس – مونيكا ماير فنانة مكسيكية.

### أبريل
- 4 أبريل – راؤول خوسيه ميخيا غونزاليس سياسي مكسيكي.
- 19 أبريل – خوسيه لويس رومو مارتين

### يونيو
- 14 يونيو – فيسنتي مايجاريس ملاكم مكسيكي.

### يوليو
- 11 يوليو – أليخاندرو كاماتشو
- 16 يوليو – دانييل أورتيغا راميريز سياسي مكسيكي.
- 25 يوليو – سانتياغو بيدرو كورتيس سياسي مكسيكي.
- 28 يوليو – أنطونيو أورتيغا مارتينيز سياسي مكسيكي.
- 30 يوليو – أبيل غيرا سياسي مكسيكي.

### أغسطس
- 4 أغسطس – غابرييل قادري دي لا توري سياسي مكسيكي.
- 10 أغسطس – ألبرتو دافيلا ملاكم من الولايات المتحدة الأمريكية.

### سبتمبر
- 26 سبتمبر – سيزار روزاس موسيقي أمريكي.
- 28 سبتمبر – ماركوس جيرالدو ملاكم مكسيكي.

### أكتوبر
- 1 أكتوبر – هيكتور غيريرو
- 3 أكتوبر – رافائيل كارو كوينتيرو بارون المخدرات مكسيكي.
- 4 أكتوبر – ريكاردو غارسيا ثيربانتس سياسي مكسيكي.
- 17 أكتوبر – بلاك كات مصارع محترف مكسيكي.

### نوفمبر
- 3 نوفمبر – كارلوس غيرون غطاس مكسيكي.
- 14 نوفمبر – كارلوس روجاس غوتيريز سياسي مكسيكي.
- 25 نوفمبر – أرماندو كوينتيرو مارتينيز سياسي مكسيكي.

### ديسمبر
- 20 ديسمبر – جوتي إسباداس ملاكم مكسيكي.
- 21 ديسمبر – فرناندو فرنانديز غارسيا سياسي مكسيكي.
- 25 ديسمبر – خواكين غوزمان لويرا تاجر مخدرات مكسيكي.

## وفيات

### يوليو
- 13 يوليو – فريدا كاهلو (مواليد 1907) رسامة مكسيكية.

### ديسمبر
- 25 ديسمبر – فرنسيسكو كاستيلو ناخيرا (مواليد 1886) دبلوماسي مكسيكي.